# Acaena sericea
Acaena sericea är en rosväxtart som beskrevs av Jacq. f.. Acaena sericea ingår i släktet taggpimpineller, och familjen rosväxter. Inga underarter finns listade i Catalogue of Life.

## Bildgalleri

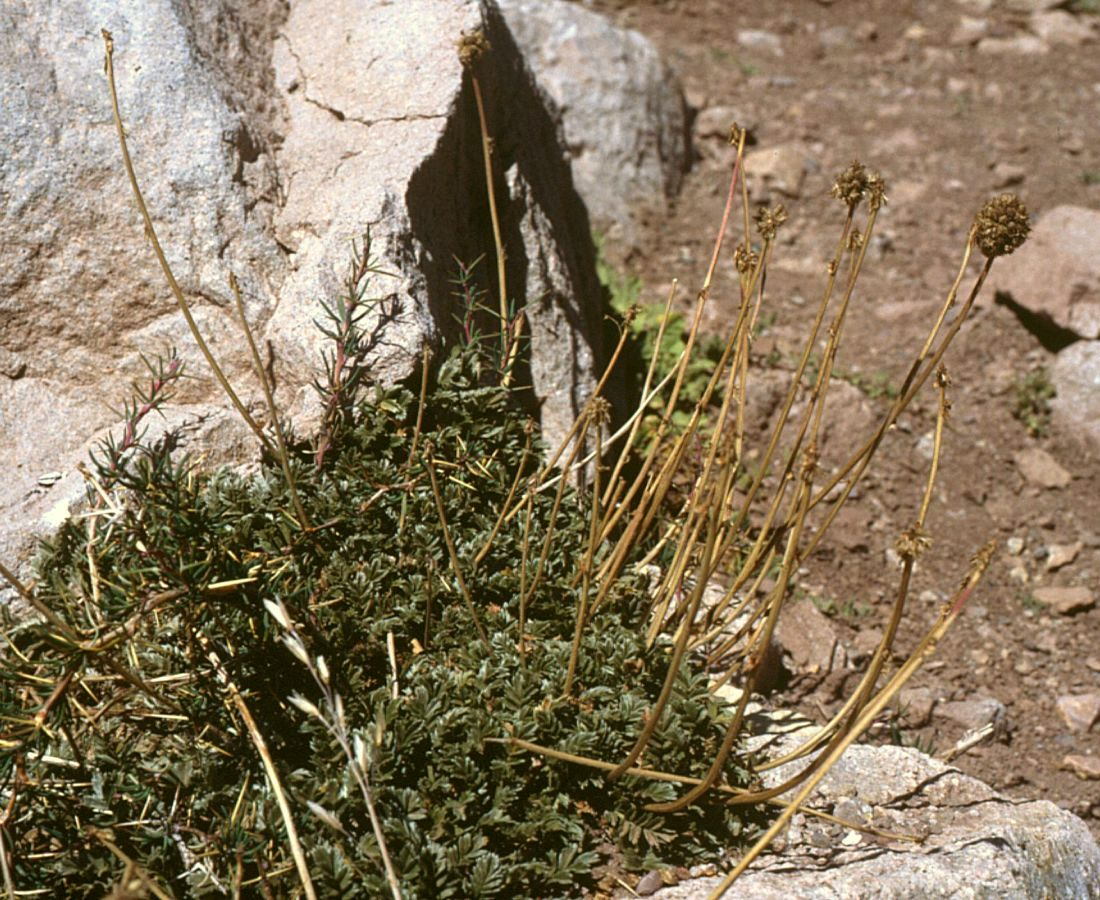
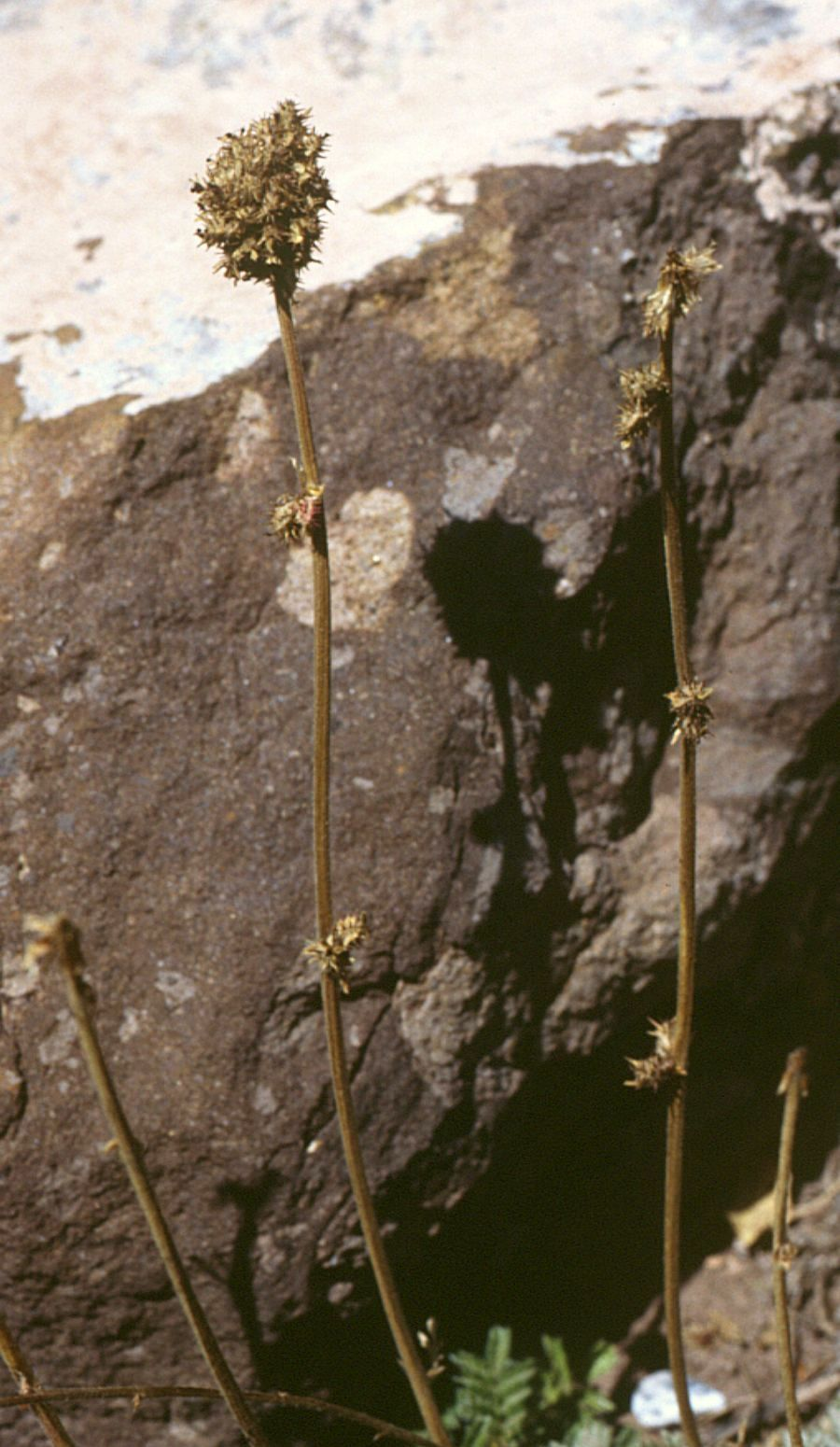